# 1888 w filmie
Wydarzenia filmowe w 1888 roku.

## Premiery
- 14 października – Scenka ogrodu z Roundhay (ang. Roundhay Garden Scene), reż. Louis Le Prince – pierwszy film w historii, który zachował się do dziś tylko w postaci papierowych odbitek celuloidowej taśmy
- ? – Traffic Crossing Leeds Bridge, reż. Louis Le Prince (drugi film w historii)
- ? – Accordion Player, reż. Louis Le Prince

## Urodzili się
- 3 stycznia – George B. Seitz, amerykański reżyser, scenarzysta, aktor, producent (zm. 1944)
- 3 stycznia – James Bridie, szkocki scenarzysta (zm. 1951)
- 23 stycznia – Franklin Pangborn, amerykański aktor (zm. 1958)
- 10 lutego – Harry Beaumont, amerykański reżyser (zm. 1966)
- 23 lutego – Josef Eichheim, niemiecki aktor (zm. 1945)
- 4 marca – Rafaela Ottiano, włoska aktorka (zm. 1942)
- 5 marca – Jules Furthman, amerykański scenarzysta, reżyser, producent (zm. 1966)
- 10 marca – Barry Fitzgerald, irlandzki aktor (zm. 1961)
- 27 marca – Agnes Windeck, niemiecka aktorka (zm. 1975)
- 30 marca – Anna Q. Nilsson, szwedzka aktorka (zm. 1974)
- 3 kwietnia – Georg Alexander, niemiecki aktor, reżyser, producent (zm. 1945)
- 6 kwietnia – Hans Richter, niemiecki reżyser, scenarzysta, scenograf, aktor (zm. 1976)
- 26 kwietnia – Anita Loos, amerykańska scenarzystka (zm. 1981)
- 27 kwietnia – Florence La Badie, amerykańska aktorka (zm. 1917)
- 3 maja – Beulah Bondi, amerykańska aktorka (zm. 1981)
- 10 maja – Max Steiner, austriacki kompozytor (zm. 1971)
- 25 maja – Miles Malleson, brytyjski aktor i scenarzysta (zm. 1969)
- 3 czerwca – Władysław Stoma, polski aktor, reżyser (zm. 1968)
- 4 lipca – Henry Armetta, włoski aktor (zm. 1945)
- 16 lipca – Percy Kilbride, amerykański aktor (zm. 1964)
- 21 lipca – Jacques Feyder, belgijski reżyser (zm. 1948)
- 29 lipca – Mariusz Maszyński, polski aktor (zm. 1944)
- 14 sierpnia – Robert Woolsey, amerykański aktor (zm. 1938)
- 17 sierpnia – Monty Woolley, amerykański aktor (zm. 1963)
- 22 sierpnia – Willi Schur, niemiecki aktor, reżyser (zm. 1940)
- 12 września – Maurice Chevalier, francuski aktor, piosenkarz (zm. 1972)
- 26 września – Wally Patch, brytyjski aktor, scenarzysta (zm. 1970)
- 1 października – John E. Blakeley, brytyjski producent, reżyser, scenarzysta (zm. 1958)
- 9 października – Hank Patterson, amerykański aktor (zm. 1975)
- 10 października – Michał Halicz, polski aktor (zm. 1969)
- 25 października – Lester Cuneo, amerykański aktor, producent (zm. 1925)
- 3 listopada – Wanda Jarszewska, polska aktorka (zm. 1964)
- 7 listopada – Juliusz Kalinowski, polski aktor (zm. 1983)
- 7 listopada – Reinhold Schünzel, niemiecki aktor, reżyser (zm. 1954)
- 8 listopada – Leokadia Pancewiczowa, polska aktorka (zm. 1974)
- 17 listopada – Curt Goetz, niemiecki reżyser, aktor, scenarzysta (zm. 1960)
- 18 listopada – Frances Marion, amerykańska scenarzystka (zm. 1973)
- 23 listopada – Harpo Marx, amerykański aktor, scenarzysta (zm. 1964)
- 24 listopada – Cathleen Nesbitt, brytyjska aktorka (zm. 1982)
- 26 listopada – Francisco Canaro, urugwajski kompozytor, producent, aktor (zm. 1964)
- 6 grudnia – Will Hay, brytyjski aktor, scenarzysta, reżyser (zm. 1949)
- 22 grudnia – J. Arthur Rank, brytyjski producent, scenarzysta (zm. 1972)
- 24 grudnia – Michael Curtiz, węgierski reżyser (zm. 1962)
- 27 grudnia – Thea von Harbou, niemiecka aktorka, scenarzystka (zm. 1954)
- 28 grudnia – Friedrich Wilhelm Murnau, niemiecki reżyser (zm. 1931)